# Horst Jecht
Horst Jecht (* 7. Januar 1901 in Görlitz; † Oktober 1965 in Nancy) war ein deutscher Volkswirtschaftler, Finanzwissenschaftler und Hochschullehrer, der vor allem durch sein 1957 erschienenes Buch Rentenreform und wirtschaftliche Entwicklung. Probleme und Gefahren bekannt wurde.

## Leben und Wirken
Nach dem Abitur begann Jecht ein Studium der Volkswirtschaftslehre an der  Universität Leipzig sowie der Universität Halle und schloss das Studium 1923 mit der Promotion mit einer Dissertation zum Thema Beiträge zur Geschichte des ostdeutschen Waidhandels und Tuchmachergewerbes ab. 1924 gab er eine Neuauflage des von Ernst Grünfeld begründeten Ratgeber für die Studierenden der Sozialökonomik (Volkswirtschaftslehre) an der Universität Halle heraus und wurde dort Assistant am Staatswissenschaftlichen Seminar. Nach seiner Habilitation 1928 an der Universität Halle wurde er dort 1930 Lehrbeauftragter für Finanzwissenschaften, ehe er zwischen 1933 und 1934 Vertreter von Lehrstuhlinhabern der Friedrich-Wilhelms-Universität und der Handelshochschule Berlin war. Seine Studien und Lehrtätigkeiten waren dabei insbesondere von Friedrich von Gottl-Ottlilienfeld, Max Weber und Werner Sombart geprägt.
Zum 1. Mai 1933 trat er zunächst der NSDAP (Mitgliedsnummer 2.260.777) und dann im November 1933 auch der SA bei sowie dem BNSDJ und dem NSLB.
1934 nahm er zunächst den Ruf auf eine Professur an der Friedrich-Wilhelms-Universität an und wurde 1936 außerordentlicher Professor an der Wirtschaftshochschule Berlin, bis er 1938 Ordinarius für Volkswirtschaftslehre, Finanzwissenschaft und Wirtschaftsgeschichte sowohl an der Universität als auch an der Wirtschaftshochschule Berlin wurde und sich den Ruf als Spezialist für Kriegsfinanzen erwarb. Während dieser Zeit war Jecht zwischen 1935 und 1939 auch Blockleiter des NSDDB. Von 1938 bis 1942 leitete Jecht die Hochschularbeitsgemeinschaft für Raumforschung an der Wirtschaftshochschule Berlin.
1942 folgte er dem Ruf auf eine Professur an der Ruprecht-Karls-Universität Heidelberg und lehrte dort bis zu seiner Entlassung 1945. 1943 bezeichnete er in dem Beitrag Die Entwicklung zur europäischen Wirtschaftsgemeinschaft in dem von Walther Funk herausgegebenen Buch Europäische Wirtschaftsgemeinschaft Hitler-Deutschland als Vorreiter der europäischen Integration und pries die Werte der westlichen Zivilisation, die durch den Bolschewismus und den angelsächsischen Imperialismus bedroht sind.
Nach dem Ende der Zeit des Nationalsozialismus wurde er 1947 in einem Spruchkammerverfahren als Mitläufer eingestuft und erhielt 1949 zunächst einen Lehrauftrag an der Georg-August-Universität Göttingen sowie eine Lehrstuhlvertretung an der neugegründeten Hochschule für Arbeit, Politik und Wirtschaft in Wilhelmshaven. 1951 wechselte er als Professor für Nationalökonomie an die Westfälische Wilhelms-Universität und verfasste während dieser Zeit 1957 sein Hauptwerk Rentenreform und wirtschaftliche Entwicklung. Probleme und Gefahren.
1959 wurde er schließlich Professor und Direktor des Instituts für Finanzwissenschaften der Ludwig-Maximilians-Universität München und behielt diese Funktionen bis zu seinem Tod. Zugleich war er bis zu seinem Unfalltod auch Vorsitzender des Wissenschaftlichen Beirates des Bundesministeriums der Finanzen.

## Weitere Veröffentlichungen
Jecht verfasste zahlreiche weitere Fachbücher, die sich mit verschiedenen wirtschafts- und finanzpolitischen Themen befassten. Zu seinen wichtigsten Veröffentlichungen gehören:
- Wesen und Formen der Finanzwirtschaft. Umrisse einer Finanzwirtschaftslehre und Finanzsoziologie. G. Fischer, Jena 1928, DNB 580992527.
- Wirtschaftsgeschichte und Wirtschaftstheorie (= Recht und Staat in Geschichte und Gegenwart. Band 60). Mohr, Tübingen 1928, DNB 580276864.
- Konjunkturschwankungen und Weltwirtschaftskrise (= Wirtschaftslehre in Einzeldarstellungen. Band 8 = Reclams Universal-Bibliothek. Nr. 7273). Reclam, Leipzig 1934, DNB 58027683X.
- Kriegsfinanzen (= Forschungen zur Finanzwissenschaft. Heft 1). Fischer, Jena 1938, DNB 580276848.
- Probleme der Einkommensteuerreform. Vandenhoeck & Ruprecht, Göttingen 1948, DNB 452190789.
- Deutsche Wirtschaftsgeschichte seit dem Ausgange des 18. Jahrhunderts (= Der Leitfaden der Volkswirtschaftslehre. Band 13). Verlag für Rechts- und Wirtschaftswissenschaft, Salzgitter 1949, DNB 452190819.
- mit Lutz Köllner: Textilwirtschaft heute (= Die Textilwirtschaft. Band 1). Konradin, Stuttgart 1955, DNB 455031215.
- Ökonomische Probleme der Produktivitätsrente (= Schriftenreihe des Bundesarbeitsministeriums. Heft 4). Kohlhammer, Stuttgart 1956, DNB 452190797.
- Finanzpolitik und Kapitalbildung (= Recht und Staat in Geschichte und Gegenwart. Band 217). Mohr, Tübingen 1958, DNB 452190770.
- Vom Wert des Geldes. Eine Vortragsreihe (= Kröners Taschenausgabe. Band 257). Kröner, Stuttgart 1961, DNB 455480907.
- Probleme des öffentlichen Budgets (= Schriften des Vereins für Socialpolitik. N.F., Band 31). Duncker & Humblot, Berlin 1964, DNB 453855202.